# 中芯国際集成電路製造
中芯国際集成電路製造有限公司（ちゅうしんこくさいしゅうせいでんろせいぞうゆうげんこんす、簡体字中国語: 中芯国际集成电路制造有限公司、英: Semiconductor Manufacturing International Corporation、SMIC）は、中華人民共和国上海市に本社を置く半導体ファウンドリ会社である。
350nmから7nmのプロセス技術で、集積回路（IC）製造サービスを提供している。また、国営の民間および軍用通信機器プロバイダーであるDatangTelecom Groupと、中国国立集積回路産業投資ファンドは、SMICの主要株主である。特筆すべき顧客には、 クアルコム、ブロードコムおよびテキサス・インスツルメンツが含まれる。

## 概要
2000年4月3日、張汝京が上海市政府の資金で設立した。張はかつて米国のテキサス・インスツルメンツで働いており、当時、のちにTSMCの創業者となるモリス・チャン（張忠謀）の部下だった。その後台湾で設立した世大積体電路をTSMCに売却してTSMCの工場長を務めたのち、数百人の部下を連れて上海に移った。
SMICの、官が資本を負担し、初めから民が運営するという形式は異例であった。8インチウェハー工場を皮切りに発展させ、3年後のSMICは世界4位のファウンドリにまで成長した。2004年には香港証券取引所とニューヨーク証券取引所に上場させた。2008年、65nm技術を発表した。
2003年からTSMCに断続的な訴訟を起こされていたが、2009年、特許と営業秘密の侵害をめぐるSMICとの係争で和解したTSMCは賠償金2億米ドルを受け取り、更にはSMIC株式の8%の無償譲渡、約2%のワラント（株式引受権）が付与された。この訴訟疲れで、SMICの創業者である張汝京はCEOを辞任した。
2012年後半に40nmチップの製造を開始し、2015年には28nm製品ラインを立ち上げた。
2017年、TSMCとサムスン電子の研究開発部門の責任者を務めていた梁孟松が共同CEOに起用された。2020年12月15日、TSMCでCOOも務めていたSMICの社外取締役である蒋尚義が副董事長に起用されたことに抗議して梁孟松が辞表を提出したことが報じられた。
2019年、取引高の減少や上場維持コストを理由にニューヨーク証券取引所で上場廃止した。米中対立の煽りを受けたとも推測される。ただし、OTCQX Best Marketを介して米国の投資家による取引を可能にした。同年から初のFinFETベースの14nmプロセス技術を使った生産を開始。
2020年12月18日、アメリカ合衆国商務省産業安全保障局は「中国の軍民融合や中国の軍産複合体の中で懸念される企業との関連が確認された」としてSMICをエンティティリストに加えた。この影響で、高度な微細化に重要なEUV露光装置の調達が困難になった。
2022年7月、調査会社TechInsightsにより、SMICの7nmプロセスルールのチップ生産が報告された。TSMCとサムスン電子に次ぐ開発成功であり、最先端のEUV露光装置に頼らず既存の機器を用いて7nmプロセス製品を生産したと見られる点が注目を集めた。開発チームは梁孟松が率いたとされる。
2023年、SMICは世界3位のファウンドリになり、翌2024年には世界2位のファウンドリとなった。

## SMICをめぐる各国の動き
アメリカ合衆国商務省産業安全保障局によるエンティティリストの掲載企業である。